# Chouteau (Oklahoma)
Chouteau es un pueblo ubicado en el condado de Mayes en el estado estadounidense de Oklahoma. En el año 2010 tenía una población de 2097 habitantes y una densidad poblacional de 338,23 personas por km².

## Geografía
Chouteau se encuentra ubicado en las coordenadas 36°11′13″N 95°20′18″O / 36.186957, -95.338272.

## Demografía
Según la Oficina del Censo en 2000 los ingresos medios por hogar en la localidad eran de $32,950 y los ingresos medios por familia eran $40,109. Los hombres tenían unos ingresos medios de $31,750 frente a los $19,559 para las mujeres. La renta per cápita para la localidad era de $15,482. Alrededor del 14.8% de la población estaban por debajo del umbral de pobreza.